# Black Prince
Il Tank, Infantry, Black Prince (A43) era un carro armato pesante sperimentale realizzato in Gran Bretagna durante la seconda guerra mondiale. Il mezzo, che prende il nome da Edoardo principe del Galles del XIV secolo che combatté a Crecy, era pensato come una versione più grande e pesantemente armata del carro Mk IV Churchill. Il carro però rimaneva aderente alla filosofia d'impiego che vedeva una divisione tra carri di fanteria, lenti ma pesantemente corazzati, ed i veloci ma poco protetti carri incrociatori, che aveva contraddistinto le forze corazzate britanniche durante tutto il secondo conflitto mondiale.
Dei carri di fanteria il Black Prince manteneva i principali difetti, primo tra tutti una scarsa velocità massima e una parità di armamento con altri mezzi. Come armamento era stato scelto il cannone da 17 pdr (76,2 mm) che veniva montato anche sull'allora nuovo carro Centurion, mezzo che può essere considerato come il primo carro universale realizzato dall'industria britannica.
Del Black Prince vennero costruiti sei prototipi, due dei quali giunti fino ad oggi conservati al Bovington Tank Museum e all'Imperial War Museum di Duxford.